# Levi Boone
Pour les articles homonymes, voir Boone.
Levi Boone (né le 6 décembre 1808 à Lexington au Kentucky - mort le 24 janvier 1882 à Chicago dans l'Illinois) est un homme politique américain, membre du parti politique Know Nothing. Boone a été membre du conseil municipal de Chicago (1846-1848) et (1854-1855) puis maire de Chicago (1855-1856),.

## Biographie
Boone est né près de Lexington, dans le Kentucky, au sein d'une famille d'origine anglaise. Il est le septième fils de Squire et Anna Grubbs Boone. Squire Boone, Sr. était le père de Daniel Boone et l'arrière-grand-père de Levi Boone, faisant de Levi Boone le petit-neveu de Daniel Boone,. Le jeune Levi a perdu son père à l'âge de 9 ans lorsque Squire succomba aux blessures qu'il a subies lors de la bataille de Horseshoe Bend. Il a 6 frères et 3 sœurs.
Malgré la pauvreté dans laquelle la famille a été plongée par la mort de Squire Boone, Levi est diplômé de l'école de médecine de l'Université Transylvania à Lexington en 1829 à l'âge de 21 ans. Par la suite, il emménage dans l'Illinois et a finalement établi un cabinet à Hillsboro. En 1832, il s'engage dans la guerre de Black Hawk, d'abord dans la cavalerie puis comme chirurgien.
En 1833, Boone épouse Louise M. Smith, fille de Theophilus W. Smith, juge à la Cour suprême de l'Illinois, avec qui il a 11 enfants (Clara Boone, Samuel Squire Boone, Daniel Levi Boone, Louisa Boone, Lucy Adeline Boone Carpenter, Georgeana Boone, Theophilus Boone, Mary Juliette Boone, Daniel Levi Boone, Louise Medora Boone, Jesse Boone).
Il arrive à Chicago en 1835. Il aide à organiser le Cook County Medical Board et sert comme premier secrétaire de l'organisation. Boone avait un cabinet médical avec Charles-Quint Dyer. En 1850, il est élu premier président de la Medical Society de Chicago.
Boone était un membre et bienfaiteur de longue date de la Michigan Avenue Baptist Church à Chicago.

## Carrière politique
En 1850, Boone se présente sans succès aux élections municipales de Chicago en vue de devenir maire de Chicago. Il s'est classé deuxième, obtenant 32,90 % des voix (perdant face à James Curtiss, qui a obtenu 45,51 % des voix).
Boone se présente pour la deuxième fois, il est élu en 1855 lors de l'élection du maire de Chicago. Soutenu par une coalition de Know Nothing et de défenseurs de la tempérance, Boone s'est présenté à la mairie sur une ligne politique anti-immigrés, avec 7 conseillers municipaux. Il a battu le titulaire Isaac Lawrence Milliken avec près de 53 % des voix.
Il a été élu maire sur une plateforme anti-immigrés. Bien que Boone ait gagné, certains affirment que le vote des immigrants allemands et irlandais dans le quartier de Bridgeport, qui à l'époque ne faisait pas encore partie de la ville de Chicago, n'avaient pas été comptabilisés. Boone était fermement opposé à l'esclavage, pour des raisons économiques et morales.
Bien qu'étant un consommateur occasionnel, Boone était un défenseur de la tempérance et a travaillé pour interdire la vente et la consommation d'alcool. Anticipant l'adoption par référendum d'une loi du Maine interdisant la vente de boissons alcoolisées en juin 1855, il fit adopter par le conseil municipal de Chicago une ordonnance qui augmenta le coût des permis d'alcool de 50 $ par an à 300 $ par trimestre (soit une hausse vertigineuse de 2 400 %), et tenta de faire appliquer une ordonnance obsolète de façon rétroactive pour forcer la fermeture des tavernes le dimanche.
Beaucoup y ont vu un moyen d'attaquer les immigrants allemands et irlandais. Cette décision déclenche le 21 avril les émeutes de la bière lager après que plusieurs propriétaires de tavernes aient été arrêtés pour avoir vendu de la bière un dimanche. Le référendum a échoué en juin 1855, par un vote à l'échelle de l'État de l'Illinois de 54 % contre 46 %.
Boone ne s'est pas présenté à la réélection lors de l'élection du maire de 1856.
En 1862, Boone a été arrêté et brièvement détenu au Camp Douglas à Chicago, une prison militaire fédérale, soupçonné d'avoir aidé un prisonnier confédéré à s'échapper.

## Fin de vie

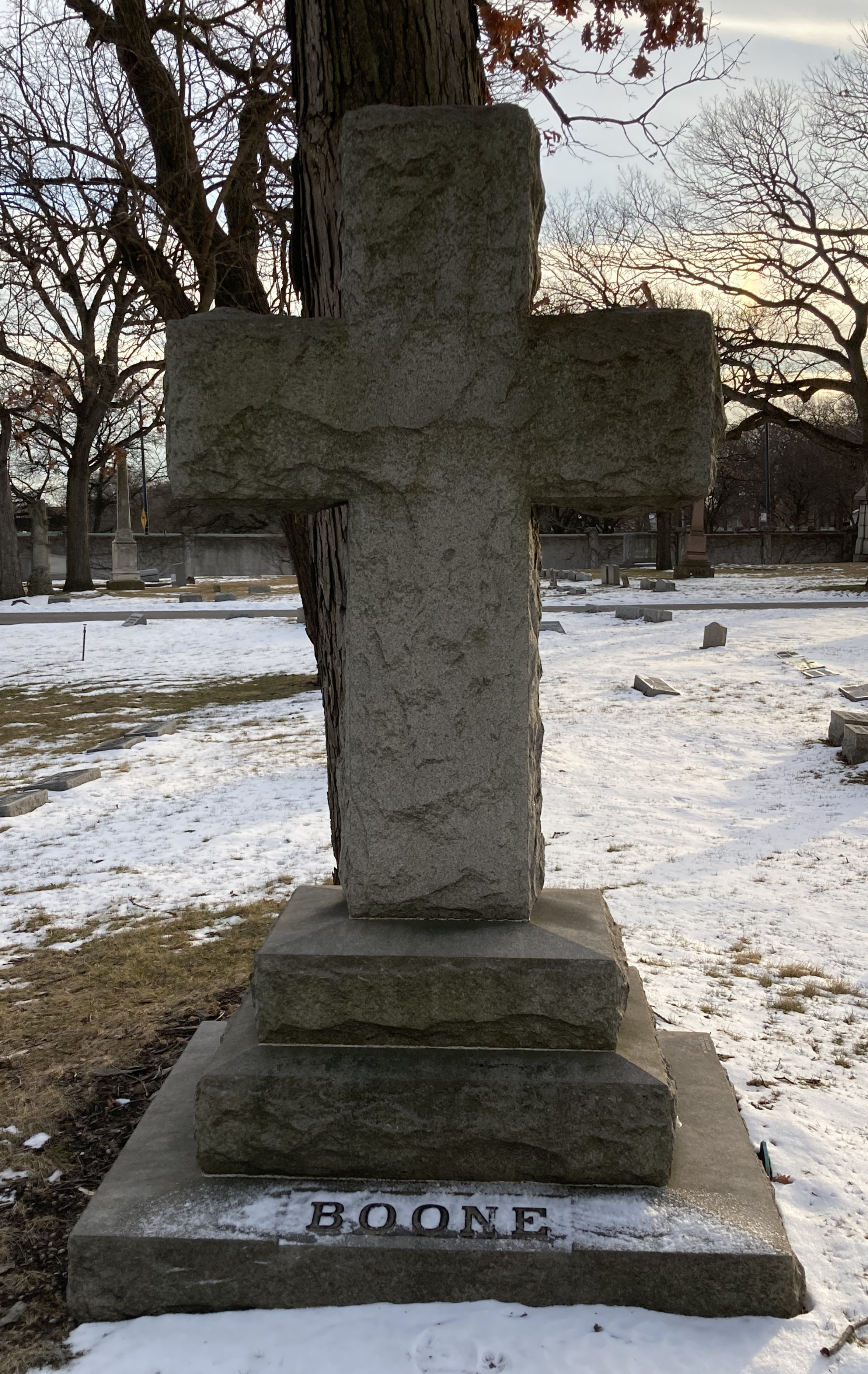
Sépulture

Levi Boone meurt le 24 janvier 1882 à 73 ans. Il est enterré au cimetière de Rosehill à Chicago.

## Sources
- Andreas, A.T. History of Chicago: From the Earliest Period to the Present Time. A.T. Andreas, 1884–86.
- Grossman, James R., Ann Durkin Keating and Janice L. Reiff, editors. 'Encyclopedia of Chicago. University of Chicago Press, 2004.
- Obituary, Chicago Daily Tribune, January 25, 1882, p. 3.
- Obituary, Chicago Daily Tribune, January 27, 1882, p. 6.